# 坎尔孜乡
坎尔孜乡，是中华人民共和国新疆维吾尔自治区昌吉回族自治州奇台县下辖的一个乡镇级行政单位。

## 行政区划
坎尔孜乡下辖以下地区：
东一村、东二村、东三村、西一村、西二村、西三村、林场村和试验站生活区。